# 井喷
井噴（Blowout），是一種地層中流體噴出地面或流入井內其他地層的現象，大多發生在開採石油、天然氣之地方。
井噴為正常之現象，但出現井噴事故，天然氣噴出後與空氣摩擦，容易發生燃燒、爆炸，因此極度危險。解決方法是將密度大的重晶石粉灌到井里，以增加壓力，止住井噴繼續發生。此外，天然气井喷通常伴有大量的二氧化硫或硫化氢等有毒物质。
如果发生天然气井喷，从井口喷出没有立即点火，而扩散到空气中形成爆炸混合物，然后延迟点火，就会造成蒸气云爆炸，造成非常严重的伤害。

## 引發原因
- 地層壓力掌握不準
- 泥漿密度偏低
- 井內泥漿液柱高度降低
- 起鑽抽吸，以及其他不當措施等。